# Pierre Lebrun-Tondu

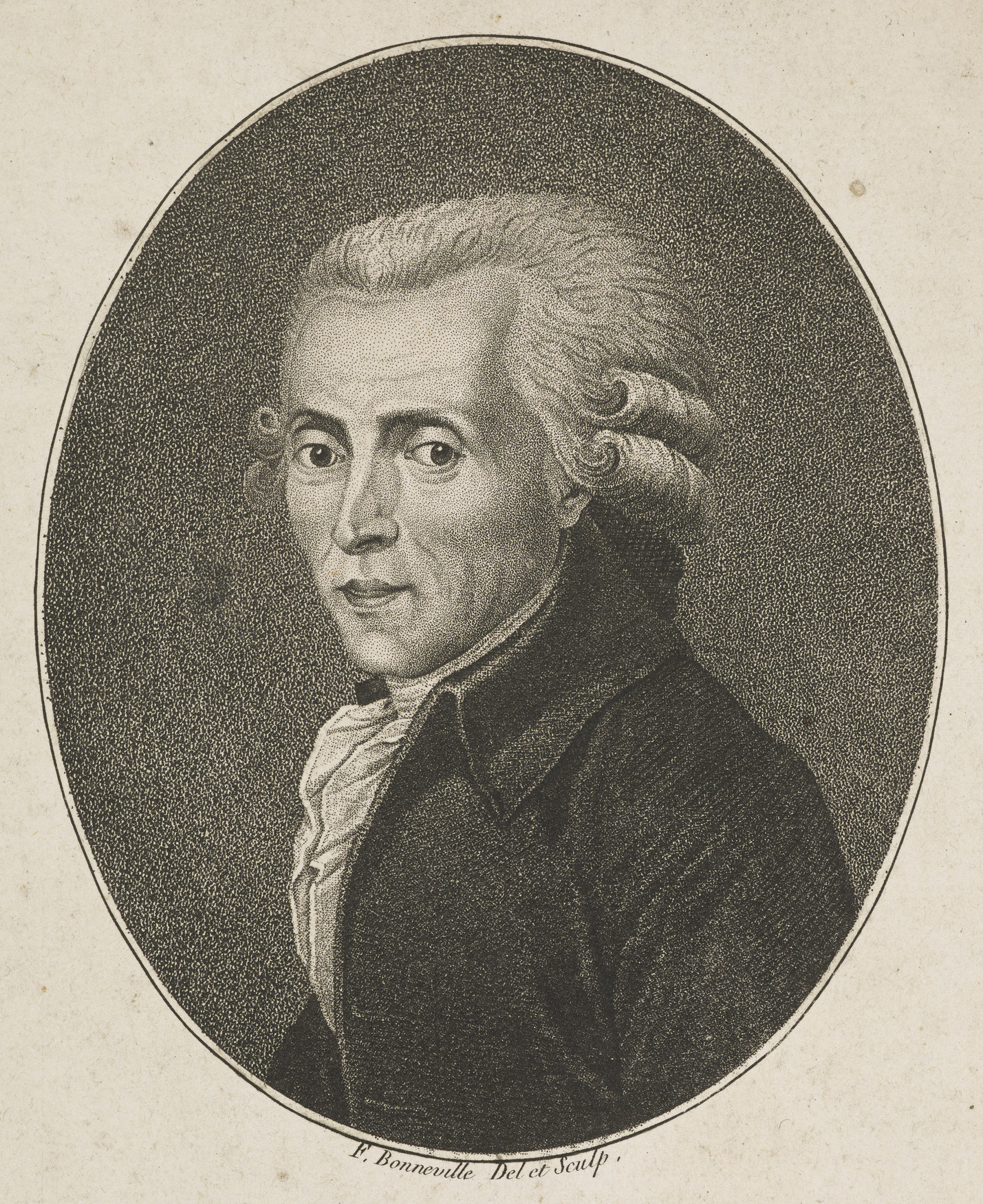
Portretgravure door François Bonneville

Pierre Henri Hélène Marie Tondu, met de naam van zijn moeder Pierre Lebrun en Lebrun-Tondu (Noyon, 27 augustus 1754 – Parijs, 27 december 1793) was een Frans journalist (1785-1792) en minister van Buitenlandse Zaken (1792-1793).
Vanuit het prinsdom Luik leidde Lebrun het Journal général de l'Europe, een verlicht blad met internationaal bereik. Hij bracht in 1789 mee de Luikse Revolutie tot stand en werd bedankt met naturalisatie. Na de Restauratie ging hij de Franse Revolutie ondersteunen en klom hij door de Bestorming van de Tuilerieën op tot minister van Buitenlandse Zaken. Hij gaf mee gestalte aan de girondijnse oorlogspolitiek die tot de bezetting van de Belgische provincies leidde, maar kwam ten val met de andere girondijnen en eindigde op het schavot.

## Jonge jaren
Pierre was een zoon van de kostersklerk Christophe-Pierre Tondu en van Elisabeth-Rosalie Lebrun. Ondanks deze bescheiden afkomst volgde hij middelbare studies aan het college van Noyon en vertrok hij dan met een beurs van de kanunniken naar het Collège Louis-le-Grand, toen het centrum van de Universiteit van Parijs. Hij studeerde er theologie en maakte kennis met Maximilien de Robespierre en Camille Desmoulins. Daarna ontving hij de eerste wijdingen, nam hij de tonsuur aan en begon hij te doceren aan het college.
Tondu was begaafd voor de wetenschappen en kreeg in 1777 een positie als residerend medewerker van het Observatorium van Parijs, waar hij astronomische waarnemingen en wiskundige berekeningen verrichtte. Het volgende jaar werd hij er vervoegd door zijn broer Achille. Ze woonden samen op een kamertje. Het moet hem hebben verveeld, want begin 1779 verliet hij het observatorium en de geestelijkheid. Hij nam dienst als soldaat, maar deserteerde na twee jaar. Dit dwong hem Frankrijk te verlaten.

## Journalist en uitgever in Luik
Hij zocht zijn toevlucht in het prinsdom Luik. Na een tijdje te hebben gewerkt als huisleraar, ging hij in 1781 als gezel aan de slag in de grote drukkerij-uitgeverij van Jean-Jacques Tutot, waar hij al snel verantwoordelijk werd voor het Journal historique et politique. In 1783 trouwde hij met Marie Cherette. Hierna nam hij definitief de familienaam van zijn moeder aan, Lebrun. Het werk schonk hem geen grote voldoening. Hij gaf Tutot het idee voor een nieuw blad Feuille du Jour, maar er werden onvoldoende middelen voor vrijgemaakt en na enkele maanden ging Lebrun zijn eigen weg.
Om zijn verlichte hervormingsagenda te kunnen verspreiden, richtte Lebrun in juni 1785 met Jean-Joseph Smits het Journal général de l'Europe op. In dit tijdschrift kon hij het despotisme en het corporatisme bekritiseren vanuit ideeën over sociaal contract, scheiding der machten, fysiocratie en emancipatie. Hij beschikte over een octrooi van keizer Jozef II, wiens verlichte plannen hij steunde. Het is niet ondenkbaar dat hij geld kreeg uit de geheime regeringsfondsen. De redactie van de Société typographique Smits, Lebrun & Compagnie huisde in Luik en gebruikte de drukkerij van Smits in de Rue Sur-Meuse, maar de zaak had ook een tweede vestiging in Herve, dat behoorde tot het hertogdom Limburg en dus tot de Oostenrijkse Nederlanden.
Luikse patriotten zoals Jacques-Joseph Fabry vonden de weg naar het Journal de Herve, zoals men het toen noemde. Het blad maakte zijn officiële naam waar en werd gelezen tot in Engeland, Pruisen en Zwitserland. Het duurde niet lang voor de algemeen-kritische toon van het Journal général de l'Europe overging in concrete aanvallen op de antiverlichte prins-bisschop Hoensbroeck. Aanleiding was diens bescherming van het casinomonopolie van Spa tegen de nieuwe Club van Jean-Noël Levoz. De patriotten maakten er een constitutioneel debat van en betwistten het recht van de prins-bisschop om zonder instemming van de staten de handelsvrijheid aan te tasten. Vanaf maart 1786 begon het Journal de Herve een campagne over de zaak, wat erin resulteerde dat Lebrun en Smits in ongenade vielen en het land moesten verlaten.
Ze weken uit naar Herve in het hertogdom Limburg en installeerden er in augustus 1786 hun persen. Maar ook daar waren ze niet veilig voor censuur. Hun positieve houding tegenover de hervormingen van keizer Jozef II leverde hen een verspreidingsverbod op vanwege de Raad van Brabant, die jurisdictie had over Herve. Aangezien ook hun aanhouding was bevolen, vluchtten ze op 21 juni 1787 naar Maastricht en Aken. Dankzij een beroep op de keizer werd het verbod tenietgedaan en begon het blad op 5 januari 1788 weer te verschijnen in Luik. Het afficheerde echter een groeiende afkeer van de autoritaire keizerlijke politiek, tot Lebrun voluit de kant koos van de patriottische Brabanders.

## Revolutionair in Luik en Parijs
Dankzij de Luikse Revolutie van 1789 kreeg Lebrun vaste grond onder de voeten in de vurige stede. Hij bekleedde het voorzitterschap van de Société des Amis de la Liberté et de l'Egalité. Als publicist kende hij nog altijd dezelfde problemen, want nu leidde zijn kritiek op de politiek en het religieuze conservatisme van de statisten tot een publicatieverbod in de meeste Verenigde Nederlandse Staten. Te Luik schreef hij van 18 maart tot 4 juli 1790 ook voor het Journal patriotique. Onder zijn impuls werden er in de zomer van 1790 stedelijke verkiezingen georganiseerd voor actieve burgers op grond van een nieuwe territoriale indeling naar Parijs' model. Hij werd verkozen in de Algemene Stadsraad en benoemd tot secretaris ervan. Uit erkentelijkheid werd hij bovendien op 23 juli tot Luikenaar genaturaliseerd. Zijn verlangen was dat de Luikse Republiek zich zou aansluiten bij het revolutionaire Frankrijk.
In december 1790 dwong de Eerste Oostenrijkse Restauratie hem tot vertrekken. Hij solliciteerde nog naar een functie in het Brusselse bestuur, maar werd afgewezen. Met de Luikse patriotten trok hij via Givet naar Parijs. Vanaf april 1791 hervatte hij, in samenwerking met andere emigranten, de publicatie van zijn krant onder de naam Mercure national et étranger. Na een drietal maanden kon hij het Journal général de l'Europe ermee samenvoegen en zo herlanceren. In de herfst begon hij met de vonckistische bankier Edouard de Walckiers – die ook naar Parijs was gevlucht – te werken aan een plan om met Franse hulp een Belgische democratische republiek tot stand te brengen, die ook Luik zou omvatten. De vonckisten en Luikse patriotten in ballingschap sloten op 26 oktober een alliantie waarin ze zich achter dit plan schaarden. Het veronderstelde een Franse invasie op korte termijn, zodat de Oostenrijkers geen tijd zouden hebben om zich te versterken.
In deze context verscheen Lebrun op 18 december voor de Wetgevende Vergadering aan het hoofd van een delegatie uit Luik om de oprichting te vragen van een legioen Luikse vrijwilligers. De volgende maand was hij betrokken in het oprichting van het Comité der Vereenigde Nederlanders en Luykenaers. Hij hield de pen vast bij het uitwerken van het Manifeste des Belges et Liégeois Réunis. Jan Frans Vonck oordeelde dat deze concept-grondwet met preambule geschreven was met "energie en genie". Na de Franse oorlogsverklaring van april 1792 werden de revolutionaire legers in het defensief gedrukt en verdween het invasieplan in de koelkast.

## Minister van Buitenlandse Zaken
Sneller dan verwacht kon Lebrun mee vorm geven aan de oorlogspolitiek. Dumouriez, die op 15 maart 1792 aantrad als minister van Buitenlandse Zaken, nam hem in dienst en vertrouwde hem direct de leiding toe over het bureau dat België, Nederland en Engeland behandelde. De generaal maakte gebruik van iemand die in dezelfde richting dacht en die bovendien hoog stond aangeschreven bij de Belgen en Luikenaars. In juni werd Dumouriez ontslagen door de koning, die op zijn laatste benen liep. Onmiddellijk na de Bestorming van de Tuilerieën op 10 augustus werd Lebrun minister van Buitenlandse Zaken in de Voorlopige Uitvoerende Raad die de macht van de geschorste koning overnam. Hij haalde het met 109 stemmen tegen 91 voor Grouvel, terwijl de favoriet Brissot voor een verlengd verblijf in de Wetgevende Vergadering koos.
Enkele dagen na de overwinning van Valmy, die de Fransen ademruimte gaf, schetste hij op 25 september in de Conventie een beeld van de geopolitieke situatie. Hij onderhandelde met Pruisen over een afzonderlijke vrede. Toen dat niet lukte, besliste hij de geplande veroveringsoorlog toch door te zetten. Na de eclatante zege van Dumouriez bij Jemappes liet Lebrun zijn dochter op 12 november dopen met de namen Civilis Victoire Jemmapes Dumouriez (die laatste was ook dooppeter). Om de Belgen en in het bijzonder de Antwerpenaars voor zijn de bezetting te winnen, verhief hij de heropening van de Schelde tot prioriteit. Dit zou het onbedoelde neveneffect hebben dat Nederlands bondgenoot Groot-Brittannië in de anti-Franse coalitie stapte.
Bij het aftreden van minister van Oorlog Servan nam Lebrun deze portefeuille van 3 tot 18 oktober erbij. Hij verzette zich tegen het decreet van 15 december, aangenomen op voorstel van Pierre-Joseph Cambon, dat het ancien régime in de veroverde gebieden met onmiddellijke ingang afschafte teneinde nationaal goed naar de schatkist te doen vloeien. Op dat moment begon de invloed van Lebrun echter te tanen. Het was de Conventie die het buitenlands beleid in handen begon te nemen. Op 19 en 31 december rapporteerde hij aan de Conventie over een mogelijke oorlogsverklaring aan Engeland en Spanje, wat hij echter niet aanbeval. Als voorzitter van de Uitvoerende Raad was het Lebrun die op 20 januari 1793 het executiebevel van de veroordeelde Lodewijk XVI ondertekende.
In de eerste maanden van 1793 probeerde hij opnieuw contact te maken met Lord Grenville, om een breuk met Groot-Brittannië te voorkomen. Op 7 maart bracht hij verslag uit aan de Conventie over het verbreken van de diplomatieke betrekkingen met Spanje en de imminente oorlog. De situatie was uiterst gespannen, zoals ook blijkt uit de schorsing van ambassadeur Sémonville die Lebrun op 2 februari doorvoerde. Een brief uit de ijzeren kist had hem gecompromitteerd.

## Val en terechtstelling
Na het verraad van Dumouriez verzwakte de positie van de girondijnse oorlogspartij, die echter nog steeds het overwicht had. De montagnards lieten niet na Lebrun te beschuldigen van medeplichtigheid met de overgelopen generaal. Het hielp niet dat hij zich in het Comité van Algemene Verdediging een man van eer toonde door Dumouriez een "vriend" en een "held" te noemen. In de maanden die volgden probeerden de twee facties elkaar uit te schakelen. Het waren de girondijnen die het onderspit dolven door de Opstand van 31 mei en 2 juni 1793. Net als minister Clavière en 29 girondijnse afgevaardigden werd Lebrun het voorwerp van een betichting en aanhoudingsbevel die ter zitting werden uitgesproken. Hij werd niet in hechtenis genomen, maar kreeg bewaking toegewezen. Tot 21 juni oefende hij nog zijn functie uit en kwam hij dus met zijn bewakers naar de Voorlopige Uitvoerende Raad, waar zijn collega's hem niet lieten vallen.
Op 5 september verwees de Conventie hem door toedoen van Billaud-Varenne naar het Revolutionair tribunaal. Maar op 9 september moest men zijn ontsnapping melden. Hij leefde ondergedoken in Parijs, waar zijn familie onder huisarrest stond, tot hij op 24 december werd gevat nadat hij was aangegeven door zijn gastvrouw. François Héron, een agent van het Algemeen Veiligheidscomité, voerde hem naar de Conciergerie. Het doodvonnis volgde drie dagen later. In de motivering bracht het tribunaal hem in verband met de girondijnen Roland, Brissot, Dumouriez, Clavière en Kersaint. Na de val van de girondijnen zou hij betrokken zijn geweest in een plan om met de Wetgevende Vergadering en de koning over de Loire te vluchten. Ook en vooral werd hem de heropening van de Schelde verweten, waarmee hij welbewust Engeland in de oorlog zou hebben gelokt. Nog dezelfde dag van de uitspraak werd hij onthoofd. De begraafplaats van La Madeleine werd zijn laatste rustplaats.

## Familie
Op 28 juli 1783 trouwde Lebrun in de Sint-Maartenskerk van Luik met Marie Jeanne Adrienne Cherette, met wie hij zeven kinderen had, van wie er zes de volwassen leeftijd bereikten:
- Jean Pierre Louis (° 21 juli 1784)
- Josephine Barbe Marie (° 10 september 1786)
- Théodore Charles Joseph Gilbert (° 16 februari 1788)
- Marie Françoise Charlotte Henriette (° 11 augustus 1789)
- Isabelle Civilis Victoire Jemmapes Dumouriez, (° 11 november 1792)
- Sophie Minerve (° 13 februari 1794)

## Voetnoten
1. ↑  Paul Delforge, Pierre Lebrun (dit Pierre Marie Henri Tondu) in: Dictionnaire des Wallons, 2014
2. ↑  Volgens een andere versie verkreeg hij gratie voor zijn desertie, maar werd hij daarna door minister Vergennes om politieke redenen verbannen: zie Frédéric Masson, Le département des affaires étrangères pendant la révolution 1787-1804, 1877, p. 162
3. ↑  Pierre Gilissen, "Jean-Jacques Tutot, imprimeur, libraire et éditeur au pays de Liège à la fin du xviiie siècle" in: L'Encyclopédisme au XVIIIe siècle, ed. Françoise Tilkin, 2008, § 40-41. DOI:10.4000/books.pulg.5295
4. ↑  Gason 1980, p. 187
5. ↑  Capitaine 1850, p. 246
6. ↑  Philippe Vanden Broeck, Lebrun-Tondu in: Dictionnaire des journalistes (1600-1789). Supplément, eds. François Moureau, Anne-Marie Chouillet en Jean Balcou, 1984, p. 106-107
7. ↑  Deels meegebracht uit Luik, deels aangekocht van J. Urban: zie Capitaine 1850, p. 247
8. ↑  Laurence Corbesier, "L'Encyclopédisme dans le Journal historique et littéraire de François-Xavier de Feller et dans le Journal général de l'Europe de Pierre-Henri-Marie Lebrun (1785-1791)" in: L'Encyclopédisme au XVIIIe siècle, 2008, § 2 DOI:10.4000/books.pulg.5289
9. ↑  Jacques Küntziger, Essai historique sur la propagande des encyclopédistes français en Belgique: au XVIIIme siècle, 1879, p. 128
10. ↑  Tassier 1954, p. 264
11. ↑  Howe 2008, p. 17
12. ↑  Tassier 1954, p. 265
13. ↑  Frédéric Masson, Le département des affaires étrangères pendant la révolution 1787-1804, 1877, p. 161
14. ↑  Tassier 1954, p. 266
15. ↑  Tassier 1954, p. 267
16. ↑  Brecht Deseure, La représentation du pouvoir français en Belgique (1792-1799): entre révolution et tradition, in: Annales historiques de la Révolution française, 2016, p. 109-130
17. 1 2  Tassier 1954, p. 270
18. 1 2  Tassier 1954, p. 271
19. ↑  Tassier 1954, p. 272

- Bibliothèque nationale de France: cb16160770h (data)
- Gemeinsame Normdatei: 1068350431
- International Standard Name Identifier: 0000 0003 8165 6636
- Library of Congress Control Number: n2008027128
- Nederlandse Thesaurus van Auteursnamen: 155934066
- Système universitaire de documentation: 120452413
- Virtual International Authority File: 262535925
- WorldCat: E39PBJgCHBpHJ6pGvdMKfYrcyd